# Jhonatan Longhi
Pour les articles homonymes, voir Longhi.
Jhonatan Longhi est un skieur alpin brésilien, né le 2 février 1988 à Americana.

## Biographie
Il est adopté par une famille italienne à l'âge de trois ans. Il choisit tout de même de représenter le Brésil, son pays de cœur, malgré le fait qu'il ne parle pas très bien portugais.
Membre du club de Turin, il prend part à sa première compétition majeure à l'occasion des Championnats du monde 2005, où il ne finit aucune course. Aux Mondiaux 2007, il obtient son meilleur résultat en grand championnat avec une 27e place sur le slalom géant. En décembre 2008, il fait ses débuts sur le circuit de Coupe du monde à Alta Badia.
Aux Jeux olympiques d'hiver de 2010, il est 56e du slalom géant et abandonne le slalom. Aux Jeux olympiques d'hiver de 2014, il est 58e du slalom géant et abandonne le slalom, alors qu'il espérait un top trente.
Il est ensuite moins actif sur la scène internationale et ne disputera pas les Jeux olympiques de 2018.

## Palmarès

### Jeux olympiques
| Épreuve / Édition | Vancouver 2010 | Sotchi 2014 |
| Slalom géant      | 56e            | 58e         |
| Slalom            | Abandon        | Abandon     |

### Championnats du monde
| Épreuve / Édition | Bormio 2005 | Åre 2007    | Val d'Isère 2009 | Garmisch-Partenkirchen 2011 | Schladming 2013 |
| Slalom géant      | Abandon     | 27e         | 54e              | Abandon                     | Disqualifié     |
| Slalom            | Abandon     | Disqualifié | 31e              | 42e                         | Abandon         |